# 츠키미 시오리
츠키미 시오리(일본어: 月見 栞, 1986년 4월 16일 ~ )는 일본의 전직 레이싱 모델이자 그라비아 아이돌, AV 여배우이다.

## 경력
도쿄도 출신으로 게이오기주쿠 대학 법학과를 졸업했다. 그는 생전에 영화 감상, 요리를 취미로 삼았고 바이올린, 과자 만들기, 승마를 특기로 삼았다. 2004년에 레이싱 모델로 데뷔했으며 그 뒤 페이스 네트워크 소속으로 활동하면서 서킷에 등장했다. 2005년에는 프랑스의 정유 회사인 모튈 자퐁(Motul Japon)이 선정한 모튈 서킷 레이디로 선정되었다. 2007년에는 대한민국의 tvN에서 방송된 텔레비전 예능 프로그램인 《tvNGELS 시즌 3》에 출연했다.
2008년 12월 25일에 건강상의 이유로 활동을 중단했고 2009년 4월 1일에 포르노 제작사인 MUTEKI에 합류하면서 AV 여배우로 전향하게 된다. 또한 2009년 4월 6일부터 같은 해 6월 1일까지 에비스 마스캇츠의 멤버로도 활동했다. 2010년 11월을 마지막으로 AV 작품에 출연하지 않았지만 정식으로 은퇴를 표명하지는 않았다. 그는 나중에 토털 코디나 미술 작품을 다루는 일을 맡았다.

## 작품

### 2009년
- 유혹 (2009년 4월 1일, MUTEKI)
- 연예인×S1해금 (2009년 6월 7일, S1 NO.1 STYLE)
- 연예인×TV에서 말할 수 없는 음란한 말 (2009년 7월 7일, S1 NO.1 STYLE)
- 연예인×변태 베개 영업 (2009년 8월 7일, S1 NO.1 STYLE)
- 연예인·츠키미 시오리의 붕괴 오르가즘 (2009년 9월 7일, S1 NO.1 STYLE)
- 키스 마귀인 연예인 츠키미 시오리 (2009년 10월 7일, S1 NO.1 STYLE)
- 색녀파 디지털 츠키미 시오리 (2009년 11월 7일, S1 NO.1 STYLE)
- 범해진 연예인 츠키미 시오리 (2009년 12월 7일, S1 NO.1 STYLE)

### 2010년
- S1TV THE 연예계 너무 야한 생방송! (2010년 1월 7일(DVD), 2010년 2월 1일(블루레이), S1 NO.1 STYLE)
- 나의 그녀는 연예인 츠키미 시오리 (2010년 1월 19일, S1 NO.1 STYLE)
- 예쁜 엉덩이 비너스 츠키미 시오리 (2010년 2월 7일, S1 NO.1 STYLE)
- 길들여진 여자 츠키미 시오리 (2010년 3월 7일, S1 NO.1 STYLE)
- 진성 마조히스틱 츠키미 시오리 (2010년 4월 7일, S1 NO.1 STYLE)
- THE 연예계 너무 야한 대난교 S1TV 뒤짱네루 (2010년 4월 7일(DVD), 2010년 5월 1일(블루레이), S1 NO.1 STYLE)
- 절대 복종하는 대로인 여교사 츠키미 시오리 (2010년 6월 7일, S1 NO.1 STYLE)
- 조용한 대량 조수 츠키미 시오리 (2010년 7월 7일, S1 NO.1 STYLE)
- 정액 치료사 츠키미 시오리 (2010년 8월 7일, S1 NO.1 STYLE)
- 아르테미스의 눈동자 여자 표범 츠키미 시오리 (2010년 10월 7일, 어태커스)
- 당신, 용서해... 츠키미 츠요시 (2010년 11월 7일, 어태커스)